# پی‌پی‌کی
پی‌پی‌کی (به روسی: ППК) یک گروه ترنس روسی است که در شهر روستوف-نا-دونو فعّالیّت می‌کند. این گروه در حال حاضر از سرگئی پیمنوف و الکساندر پولیاکوف تشکیل شده است. نام پی‌پی‌کی برگرفته از حروف اوّل نام خانوادگی اعضای این گروه به‌هنگام تشکیل آن در سال ۱۹۹۹ است. حرف کی برگرفته از نام دی‌جی کوردج (رومن کورژوف) است که مدّت کوتاهی عضو این گروه بود.
پی‌پی‌کی در سال ۲۰۰۱ با ارائهٔ آهنگ ریسارکشن به شهرت جهانی دست یافت. این آهنگ در حدود یک سال به صورت رایگان از طریق سایت ام‌پی‌تری دات‌کام قابل دانلود بود. در این مدّت چند میلیون نفر آن را دانلود کردند. این آهنگ به‌زودی چنان موجی از محبوبیّت را برای پی‌پی‌کی به ارمغان آورد که به امضای قرارداد با لیبل پرفکتوی پل اوکنفولد منجر شد و نیز در جشن سال نوی ۲۰۰۳ در ورشوی لهستان مورد استفاده قرار گرفت. این آهنگ نخستین آهنگ ساختهٔ آهنگ‌سازان روس بود که در دوران پس از فروپاشی شوروی به شهرت جهانی دست می‌یافت.
این گروه در سال ۲۰۰۴ تجزیه شد؛ با این وجود، در سال ۲۰۰۵ پیمنوف تحت عنوان پی‌پی‌کی ریمیکسی از تک‌آهنگ "Lyudi Invalidy"ی تتو تهیّه کرد.
در سال ۲۰۰۹، الکساندر پولیاکوف تک‌آهنگی به نام «قلب من» با صدای کیت کمرون را منتشر کرد که در ایالت ترنس پخش شد.

## دیسکوگرافی

### تک‌آهنگ‌ها
- ۲۰۰۰ "من یک رؤیا دارم"
- ۲۰۰۱ "هی دی‌جی!"
- ۲۰۰۱ "ریسارکشن" - UK #۳
- ۲۰۰۲ "بارگذاری" - UK #۳۹
- ۲۰۰۲ "بارگذاری"/"ترنس روسی"